# Ліва партія зелених
Партія зелених лівих (тур. Yeşil Sol Parti) або YSP — ліва політична партія в Туреччині, заснована 25 листопада 2012 року. Її символ складається з дерева з фіолетовим стовбуром, що утворює людську фігуру, крони, яка складається з окремого зеленого листя, і жовтого сонця, яке утворює голову людської фігури в центрі крони. Її співголовами є Чигдем Киличгюн Учар та Ібрагім Акин. Серед інших відомих членів партії — колишній депутат Уфук Урас, учений і журналіст Мурат Бельге, режисер і художник Кутлуг Атаман.

## Історія
YSP, яка раніше називалася Партія зелених і лівих майбутнього (Yeşiller ve Sol Gelecek Partisi), була заснована 25 листопада 2012 року в результаті злиття Партії зелених (Yeşiller Partisi) і Партії рівності та демократії (Eşitlik ve Demokrasi Partisi), більша частина якої відводить свої витоки до відколу від Партії свободи і солідарності (нині Ліва партія) на чолі з Уфуком Урасом. Вона визначає себе як зелену партію з ліволібертарними ідеями. Це також одна з небагатьох політичних сил Туреччини, які визнають геноцид вірмен.
У 2014 році партія підтримала Селахаттіна Демірташа як кандидата в президенти на президентських виборах у Туреччині у 2014 р. Вони також підтримали Демократичну партію народів (ДПН) на парламентських виборах у червні 2015 року.
На другому черговому партійному з'їзді 2 квітня 2016 року партія змінила свою назву на нинішню Yeşil Sol Partisi (YSP). Того самого року лави партії покинула більшість колишніх членів Партії зелених, а також деякі феміністичні активістки. Нинішній логотип партії зумовлений рішенням, ухваленим на другому позачерговому з'їзді 16 жовтня 2022 року. У лютому 2018 року співголів партії було ненадовго затримано через їхню активність у соціальних мережах та знайдені у них книги.
Селахаттін Демірташ пізніше запропонував, що в разі можливої заборони ДПН, усі кандидати парламентської групи ДПН балотуватимуться від імені YSP на парламентських виборах 2023 року. Рішенням від 24 березня 2023 року ДПН, Emekçi Hareket Partisi (Партія робітничого руху) і Toplumsal Özgürlük Partisi (Партія соціальної свободи) вирішили брати участь у президентських і парламентських виборах, об'єднавшись за списками YSP. Це було зроблено для того, щоб зміцнити альянс Millet İttifakı (Альянс нації) лідера опозиції Кемаля Кілічдароглу. Тому YSP розглядається як ключова партія на президентських виборах 2023 року.